# Râul Dichiu, Ialomicioara
Râul Dichiu este un curs de apă, afluent al râului Cărpeniș. 